# Dominika Butkiewicz
Dominika Butkiewicz (Varsavia, 22 febbraio 1974) è un'ex schermitrice polacca, vincitrice di una medaglia di bronzo ai campionati mondiali di scherma.